# Acer loscosii
Acer loscosii é uma espécie de árvore do gênero Acer, pertencente à família Aceraceae.